# Uirá, um Índio em Busca de Deus
Uirá, um Índio em Busca de Deus é um filme brasileiro de 1974, do gênero aventura e drama, dirigido por Gustavo Dahl e baseado em um livro de Darcy Ribeiro.

## Sinopse
o filme foca a trajetória de Uirá, um índio Urubu-Kaapor, na busca pela "terra sem males". A aventura começa após a morte de seu primogênito, quando ele e sua família decidem sair em busca de Maíra, o Herói criador nas culturas Tupi. Nesse processo, Uirá atravessa o interior do Maranhão e chega à capital, São Luís.

## Elenco
- João Borges
- Gustavo Dahl
- Capitão João
- Ana Maria Magalhães.... Maíra
- Érico Vidal.... Uirá
- Ana Zilda

## Prêmios
Ana Maria Magalhães ganhou o Kikito de melhor atriz do Festival de Gramado, em 1975.